# 3245 Jensch
3245 Jensch је астероид главног астероидног појаса чија средња удаљеност од Сунца износи 3,121 астрономских јединица (АЈ).
Апсолутна магнитуда астероида је 13,3.